# 2020-as ralikrossz-világbajnokság
A 2020-as FIA ralikrossz-világbajnokság a széria hatodik szezonja a FIA ralikrossz-világbajnokságban. A bajnokságot a Nemzetközi Automobil Szövetség (FIA) szervezi és bonyolítja le, és a ralikrossz szakágban a legmagasabban rangsorolt kategóriája.
Johan Kristoffersson harmadszor nyerte meg az egyéni bajnokságot, a KYB Team JC megnyerte a konstruktőri bajnokságot.
A 2020-as bajnokságot nyolc fordulóban tartották meg Európában.    A szezon eredetileg áprilisban kezdődött volna, de a koronavírus-járvánnyal kapcsolatos többszöri elhalasztást követően 2020 májusában kiadták a felülvizsgált naptárat, amelynek értelmében augusztusban fejeződött be a bajnokság.

## Versenynaptár
| Forduló       | Verseny               | Dátum           | Helyszín                                 | Kategória | Győztes                 | Csapat                        |
| ------------- | --------------------- | --------------- | ---------------------------------------- | --------- | ----------------------- | ----------------------------- |
| 1             | World RX of Sweden    | Augusztus 22.   | Höljesbanan, Höljes                      | Supercar  | Johan Kristoffersson    | Volkswagen Dealerteam BAUHAUS |
| 2             | World RX of Sweden    | Augusztus 22.   | Höljesbanan, Höljes                      | Supercar  | Mattias Ekström         | KYB Team JC                   |
| 2             | World RX of Sweden    | Augusztus 22.   | Höljesbanan, Höljes                      | Projekt E | Ken Block               | Hoonigan Racing Division      |
| 3             | World RX of Finalnd   | Augusztus 29.   | Tykkimäki, Kouvola                       | Supercar  | Johan Kristoffersson    | Volkswagen Dealerteam BAUHAUS |
| 4             | World RX of Finalnd   | Augusztus 30.   | Tykkimäki, Kouvola                       | Supercar  | Niclas Grönholm         | GRX Taneco                    |
|               | RX2 All Star Shootout | Szeptember 5.   | Nysumbanen, Vebbestrup                   | RX2       | Guillaume De Ridder     | Olsbergs MSE                  |
| Szeptember 6. | RX2 All Star Shootout | Henrik Krogstad | Nysumbanen, Vebbestrup                   | RX2       | Yellow Squad Team Färén |                               |
| 5             | World RX od Latvia    | Szeptember 19.  | Biķernieku Kompleksā Sporta Bāze, Riga   | Supercar  | Johan Kristoffersson    | Volkswagen Dealerteam BAUHAUS |
| 6             | World RX od Latvia    | Szeptember 19.  | Biķernieku Kompleksā Sporta Bāze, Riga   | Supercar  | Mattias Ekström         | KYB Team JC                   |
| 6             | World RX od Latvia    | Szeptember 19.  | Biķernieku Kompleksā Sporta Bāze, Riga   | Projekt E | Cyril Raymond           | Citroën Racing                |
| 7             | World RX of Spain     | Október 17.     | Circuit de Barcelona-Catalunya, Montmeló | Supercar  | Timmy Hansen            | Team Hansen                   |
| 8             | World RX of Spain     | Október 18.     | Circuit de Barcelona-Catalunya, Montmeló | Supercar  | Johan Kristoffersson    | Volkswagen Dealerteam BAUHAUS |

### Törölt versenyek
| Forduló                  | Verseny                                        | Eredeti dátum                             | Helyszín                                  |
| ------------------------ | ---------------------------------------------- | ----------------------------------------- | ----------------------------------------- |
|                          | World RX of Portugal                           | Május 2–3. majd Október 10–11.            | Pista Automóvel de Montalegre, Montalegre |
| World RX of Benelux      | Május 16–17., Május 3–4., majd November 21–22. | Circuit de Spa-Francorchamps, Spa         |                                           |
| World RX of Norway       | Június 13–14.                                  | Lånkebanen, Hell                          |                                           |
| World RX of Russia       | Július 18–19.                                  | Igora Drive, Sosnovo                      |                                           |
| World RX of Germany      | Augusztus 1–2., majd December 12–13.           | Nürburgring, Nürburg                      |                                           |
| World RX of France       | Szeptember 5–6.                                | Circuit de Lohéac, Lohéac                 |                                           |
| World RX of Abu Dhabi    | Október 29–31.                                 | Yas Marina Circuit, Abu Dhabi             |                                           |
| World RX of South Africa | November 14–15.                                | Killarney Motor Racing Complex, Cape Town |                                           |

### Változások
- A World RX of Portugal és World RX of Germany egyaránt egyéves szünet után tért volna vissza. A német forduló az Esteringről a Nürburgringre költözött volna. Később mindkét eseményt törölték.
- A kanadai és a nagy-britanniai fordulót is törölték a menetrendből.
- Az orosz helyszín felvételre került a menetrendbe, de törölték. [6]
- A Barcelona - Catalunya, a portugál, a benelux, a svéd, a német és a német verseny mind a tervek szerint április és augusztus között zajlottak. [1] A COVID-19 járvány következtében mindegyiket átütemezték.[5]
- A norvég és a dél-afrikai devizaárfolyamok mind a májusi naptár felülvizsgálatát követően kiestek a naptárból.
- A World RX France törölték, szintén a COVID-19 járvány következtében.[7]
- Új esemény került a naptárba a júniusi rendkívüli Motorsport Világtanács után, Kouvolában (Finnország), a francia futam helyére.[8]
- A Benelux versenyt másodszorra, novemberre tervezték át, hogy nagyobb számú nézőt tudjanak befogadni.[9]
- Szeptember 15-én a World RX of Portugal promótere bejelentette, hogy az eseményt a COVID-19 szeptemberi mutálódása miatt törölték.[10]
- November 4-én bejelentették, hogy a COVID-19 által bekövetkezett esetnövekedések miatt Belgiumban törölték a Benelux versenyt.[11]
- November 26-án bejelentették, hogy a Németországi RX törlésre került a COVID-19 esetek németországi megugrása miatt, ami a 2020-as szezon korai végét eredményezte.[12]

## Csapatok és versenyzők

### Supercar
| Konstruktőr | Csapat                          | Autó                    | Rajtszám | Versenyző            | Fordulók | Forrás        |
| ----------- | ------------------------------- | ----------------------- | -------- | -------------------- | -------- | ------------- |
| Audi        | KYB Team JC                     | Audi S1 RX              | 4        | Robin Larsson        | Összes   | [ 13 ]        |
| Audi        | KYB Team JC                     | Audi S1 RX              | 5        | Mattias Ekström      | Összes   | [ 14 ] [ 15 ] |
| Audi        | Kárai Motorsport Sportegyesület | Audi S1 RX              | 73       | Kárai Tamás          | 3–4, 7–8 | [ 16 ]        |
| Audi        | Team JC Race Teknik             | Audi S1 RX              | 91       | Enzo Ide             | 7–8      | [ 17 ]        |
| Ford        | Ferratum Team                   | Ford Fiesta Supercar RX | 11       | Jani Paasonen        | 1–6      | [ 18 ]        |
| Ford        | Kalliokoski Motorsport          | Ford Fiesta Supercar RX | 22       | Jere Kalliokoski     | 3–4      |               |
| Ford        | Atro Määttä                     | Ford Fiesta Supercar RX | 65       | Atro Määttä          | 3–4      |               |
| Honda       | Olsbergs MSE                    | Honda Civic Coupe       | 93       | Sebastian Eriksson   | 1–2      | [ 19 ]        |
| Hyundai     | GRX Taneco                      | Hyundai i20 WRC         | 7        | Timur Timerszianov   | Összes   | [ 20 ]        |
| Hyundai     | GRX Taneco                      | Hyundai i20 WRC         | 68       | Niclas Grönholm      | Összes   |               |
| Hyundai     | Patrick Guillerme               | Hyundai i20 WRC         | 83       | Patrick Guillerme    | 7–8      | [ 21 ]        |
| Hyundai     | GRX Set                         | Hyundai i20 WRC         | 123      | Szabó Krisztián      | 1–2, 5–6 | [ 22 ]        |
| Hyundai     | GRX Set                         | Hyundai i20 WRC         | 177      | Juha Rytkönen        | 3–4      |               |
| Mini        | Oliver Bennett                  | Mini Cooper SX1         | 42       | Oliver Bennett       | 7–8      |               |
| Peugeot     | Team Hansen                     | Peugeot 208 RX          | 1        | Timmy Hansen         | Összes   | [ 23 ]        |
| Peugeot     | Team Hansen                     | Peugeot 208 RX          | 9        | Kevin Hansen         | Összes   |               |
| Renault     | GCK UNKORRUPTED                 | Renault Clio R.S. RX    | 14       | Rokas Baciuška       | 1–2, 5–6 | [ 24 ]        |
| Renault     | GCK UNKORRUPTED                 | Renault Clio R.S. RX    | 36       | Guerlain Chicherit   | 1–6      |               |
| Renault     | GCK UNKORRUPTED                 | Renault Clio R.S. RX    | 69       | Kevin Abbring        | 3–4      | [ 25 ]        |
| Renault     | Monster Energy GCK RX Cartel    | Renault Mégane RS RX    | 13       | Andreas Bakkerud     | Összes   | [ 26 ]        |
| Renault     | Monster Energy GCK RX Cartel    | Renault Mégane RS RX    | 33       | Liam Doran           | Összes   |               |
| Renault     | GCK Bilstein                    | Renault Mégane RS RX    | 92       | Anton Marklund       | Összes   | [ 27 ]        |
| SEAT        | ALL-INKL.COM Münnich Motorsport | SEAT Ibiza RX           | 38       | Mandie August        | 7–8      |               |
| SEAT        | ALL-INKL.COM Münnich Motorsport | SEAT Ibiza RX           | 44       | Timo Scheider        | Összes   | [ 28 ]        |
| SEAT        | ALL-INKL.COM Münnich Motorsport | SEAT Ibiza RX           | 77       | René Münnich         | 1–6      |               |
| Škoda       | ESmotorsport                    | Škoda Fabia RX          | 15       | Reinis Nitišs        | 5–6      | [ 29 ]        |
| Volkswagen  | Volkswagen Dealerteam BAUHAUS   | Volkswagen Polo GTI RX  | 3        | Johan Kristoffersson | Összes   | [ 30 ]        |

### RX2
| Konstruktőr | Csapat                  | Autó             | Rajtszám | Versenyző           | Forrás |
| ----------- | ----------------------- | ---------------- | -------- | ------------------- | ------ |
| OMSE        | VGracing                | Olsbergs MSE RX2 | 8.       | Gustav Johansson    | [ 31 ] |
| OMSE        | Olsbergs MSE            | Olsbergs MSE RX2 | 9.       | Grégory Fosse       |        |
| OMSE        | Olsbergs MSE            | Olsbergs MSE RX2 | 18       | Linus Östlund       |        |
| OMSE        | Olsbergs MSE            | Olsbergs MSE RX2 | 47       | Jesse Kallio        | [ 32 ] |
| OMSE        | Olsbergs MSE            | Olsbergs MSE RX2 | 60       | Martin Enlund       | [ 33 ] |
| OMSE        | Olsbergs MSE            | Olsbergs MSE RX2 | 91       | Niklas Aneklev      |        |
| OMSE        | Olsbergs MSE            | Olsbergs MSE RX2 | 96       | Guillaume De Ridder |        |
| OMSE        | Alfta Racing Team       | Olsbergs MSE RX2 | 10.      | Martin Jonsson      |        |
| OMSE        | MORX                    | Olsbergs MSE RX2 | 11.      | Mats Oskarsson      |        |
| OMSE        | STS RX                  | Olsbergs MSE RX2 | 52       | Simon Olofsson      |        |
| OMSE        | Yellow Squad Team Färén | Olsbergs MSE RX2 | 77       | Henrik Krogstad     | [ 34 ] |
| OMSE        | Yellow Squad Team Färén | Olsbergs MSE RX2 | 999      | Dan Skocdopole      | [ 35 ] |
| OMSE        | Helmia Motorsport       | Olsbergs MSE RX2 | 90       | Jimmie Walfridson   |        |
| OMSE        | JC Raceteknik           | Olsbergs MSE RX2 | 99       | Hans-Ola Frøshaug   |        |

### Projekt E
| Konstruktőr | Csapat                   | Autó        | Rajtszám | Versenyző           | Forduló | Forrás |
| ----------- | ------------------------ | ----------- | -------- | ------------------- | ------- | ------ |
| STARD       | Ferratum Team            | Ford Fiesta | 6.       | Jānis Baumanis      | 2       | [ 36 ] |
| STARD       | Ford Österreich          | Ford Fiesta | 21       | Hermann Neubauer    | 1       | [ 37 ] |
| STARD       | Rallytechnology          | Ford Fiesta | 41       | Natalie Barratt     | Összes  | [ 38 ] |
| STARD       | Hoonigan Racing Division | Ford Fiesta | 43       | Ken Block           | 1       | [ 39 ] |
| STARD       | Holten Motorsport        | Ford Fiesta | 5.       | Svein Bjarte Holten | 2       | [ 40 ] |
| STARD       | Citroën Racing           | Citroën C3  | 113      | Cyril Raymond       | 2       | [ 41 ] |

## Végeredmény

### Pontrendszer
A világbajnokság pontjait az alábbiak szerint szerezték:
|           | Pozíció | Pozíció | Pozíció | Pozíció | Pozíció | Pozíció | Pozíció | Pozíció | Pozíció | Pozíció | Pozíció | Pozíció | Pozíció | Pozíció | Pozíció | Pozíció |
| Versenyek | 1       | 2.      | 3       | 4       | 5.      | 6.      | 7.      | 8.      | 9.      | 10.     | 11.     | 12.     | 13.     | 14.     | 15.     | 16.     |
| --------- | ------- | ------- | ------- | ------- | ------- | ------- | ------- | ------- | ------- | ------- | ------- | ------- | ------- | ------- | ------- | ------- |
| Futamok   | 16.     | 15      | 14      | 13.     | 12.     | 11.     | 10.     | 9.      | 8.      | 7       | 6.      | 5.      | 4       | 3       | 2       | 1       |
| Elődöntők | 6.      | 5.      | 4.      | 3       | 2       | 1       |         |         |         |         |         |         |         |         |         |         |
| Döntő     | 8.      | 5.      | 4.      | 3.      | 2.      | 1.      |         |         |         |         |         |         |         |         |         |         |

- A vörös háttér jelöli azokat a versenyzőket, akik nem jutottak tovább az adott fordulóból.

### Versenyzők
| Helyezés | Versenyző            | SWE | SWE | FIN | FIN | LAT | LAT | BAR | BAR | Pont |
| -------- | -------------------- | --- | --- | --- | --- | --- | --- | --- | --- | ---- |
| 1.       | Johan Kristoffersson | 1   | 3   | 1   | 4   | 1   | 2   | 2   | 1   | 219  |
| 2.       | Mattias Ekström      | 2   | 1   | 7   | 2   | 2   | 1   | 5   | 4   | 192  |
| 3.       | Timmy Hansen         | 6   | 11  | 3   | 5   | 3   | 4   | 1   | 2   | 163  |
| 4.       | Niclas Grönholm      | 4   | 9   | 4   | 1   | 5   | 5   | 4   | 8   | 147  |
| 5.       | Kevin Hansen         | 8   | 2   | 6   | 7   | 4   | 6   | 3   | 7   | 135  |
| 6.       | Robin Larsson        | 7   | 5   | 8   | 10  | 6   | 3   | 12  | 6   | 122  |
| 7.       | Andreas Bakkerud     | 13  | 6   | 9   | 6   | 8   | 7   | 6   | 5   | 121  |
| 8.       | Timo Scheider        | 3   | 4   | 5   | 9   | 12  | 10  | 9   | 9   | 92   |
| 9.       | Anton Marklund       | 5   | 8   | 12  | 11  | 14  | 9   | 8   | 3   | 90   |
| 10.      | Timur Timerszianov   | 12  | 10  | 10  | 3   | 10  | 8   | 7   | 10  | 81   |
| 11.      | Szabó Krisztián      | 9   | 7   |     |     | 7   | 11  |     |     | 41   |
| 12.      | Juha Rytkönen        |     |     | 2   | 8   |     |     |     |     | 37   |
| 13.      | Liam Doran           | 17  | 17  | 19  | 14  | 9   | 12  | 10  | 16  | 29   |
| 14.      | René Münnich         | 14  | 12  | 16  | 19  | 13  | 14  |     |     | 18   |
| 15.      | Kárai Tamás          |     |     | 13  | 16  |     |     | 14  | 11  | 15   |
| 16.      | Jere Kalliokoski     |     |     | 11  | 12  |     |     |     |     | 14   |
| 17.      | Guerlain Chicherit   | 16  | 13  | 14  | 15  | 15  | 15  |     |     | 14   |
| 18.      | Sebastian Eriksson   | 10  | 15  |     |     |     |     |     |     | 12   |
| 19.      | Reinis Nitišs        |     |     |     |     | 11  | 13  |     |     | 12   |
| 20.      | Rokas Baciuška       | 11  | 14  |     |     | 16  | 16  |     |     | 12   |
| 21.      | Oliver Bennett       |     |     |     |     |     |     | 11  | 14  | 11   |
| 22.      | Enzo Ide             |     |     |     |     |     |     | 13  | 12  | 11   |
| 23.      | Jani Paasonen        | 15  | 16  | 15  | 17  | 17  | 17  |     |     | 5    |
| 24.      | Mandie August        |     |     |     |     |     |     | 16  | 13  | 5    |
| 25.      | Kevin Abbring        |     |     | 17  | 13  |     |     |     |     | 4    |
| 26.      | Patrick Guillerme    |     |     |     |     |     |     | 15  | 15  | 4    |
|          | Atro Määttä          |     |     | 18  | 18  |     |     |     |     | 0    |
| Helyezés | Versenyző            | SWE | SWE | FIN | FIN | LAT | LAT | BAR | BAR | Pont |

### Csapatok
| Helyezés | Csapat                          | Rajtszám | SWE | SWE | FIN | FIN | LAT | LAT | BAR | BAR | Pont |
| -------- | ------------------------------- | -------- | --- | --- | --- | --- | --- | --- | --- | --- | ---- |
| 1.       | KYB Team JC                     | 4        | 7   | 5   | 8   | 10  | 6   | 3   | 12  | 6   | 314  |
| 1.       | KYB Team JC                     | 5        | 2   | 1   | 7   | 2   | 2   | 1   | 5   | 4   | 314  |
| 2.       | Team Hansen                     | 1        | 6   | 11  | 3   | 5   | 3   | 4   | 1   | 2   | 298  |
| 2.       | Team Hansen                     | 9        | 8   | 2   | 6   | 7   | 4   | 6   | 3   | 7   | 298  |
| 3.       | GRX Taneco                      | 7        | 12  | 10  | 10  | 3   | 10  | 8   | 7   | 10  | 228  |
| 3.       | GRX Taneco                      | 68       | 4   | 9   | 4   | 1   | 5   | 5   | 4   | 8   | 228  |
| 4.       | Monster Energy GCK RX Cartel    | 13       | 13  | 6   | 9   | 6   | 8   | 7   | 6   | 5   | 150  |
| 4.       | Monster Energy GCK RX Cartel    | 33       | 17  | 17  | 19  | 14  | 9   | 12  | 10  | 16  | 150  |
| 5.       | ALL-INKL.COM Münnich Motorsport | 38       |     |     |     |     |     |     | 16  | 13  | 115  |
| 5.       | ALL-INKL.COM Münnich Motorsport | 44       | 3   | 4   | 5   | 9   | 12  | 10  | 9   | 9   | 115  |
| 5.       | ALL-INKL.COM Münnich Motorsport | 77       | 14  | 12  | 16  | 19  | 13  | 14  |     |     | 115  |
| 6.       | UNKORRUPTED                     | 14       | 11  | 14  |     |     | 16  | 16  |     |     | 30   |
| 6.       | UNKORRUPTED                     | 36       | 16  | 13  | 14  | 15  | 15  | 15  |     |     | 30   |
| 6.       | UNKORRUPTED                     | 69       |     |     | 17  | 13  |     |     |     |     | 30   |
| Helyezés | Csapat                          | Rajtszám | SWE | SWE | FIN | FIN | LAT | LAT | BAR | BAR | Pont |

### RX2
| Helyezés | Versenyző           | DNK | DNK | Pont |
| -------- | ------------------- | --- | --- | ---- |
| 1.       | Henrik Krogstad     | 2   | 1   | 54   |
| 2.       | Guillaume De Ridder | 1   | 2   | 53   |
| 3.       | Jesse Kallio        | 3   | 3   | 43   |
| 4.       | Jimmie Walfridson   | 5   | 4   | 36   |
| 5.       | Simon Olofsson      | 6   | 7   | 36   |
| 6.       | Linus Östlund       | 4   | 12  | 29   |
| 7.       | Niklas Aneklev      | 11  | 5   | 25   |
| 8.       | Gustav Johansson    | 7   | 6   | 24   |
| 9.       | Martin Enlund       | 8   | 9   | 22   |
| 10.      | Mats Oskarsson      | 9   | 10  | 21   |
| 11.      | Martin Jonsson      | 13  | 8   | 16   |
| 12.      | Dan Skocdopole      | 14  | 11  | 12   |
| 13.      | Hans-Ola Frøshaug   | 10  | 14  | 11   |
| 14.      | Gregory Fosse       | 12  | 13  | 9    |
| Helyezés | Versenyző           | DNK | DNK | Pont |

### Projekt E
| Helyezés | Versenyző           | SWE | LAT | Pont |
| -------- | ------------------- | --- | --- | ---- |
| 1.       | Natalie Barratt     | 2   | 4   | 35   |
| 2.       | Ken Block           | 1   |     | 24   |
| 3.       | Cyril Raymond       |     | 1   | 24   |
| 4.       | Janis Baumanis      |     | 2   | 20   |
| 5.       | Hermann Neubauer    | 3   |     | 19   |
| 6.       | Svein Bjarte Holten |     | 3   | 18   |
| Helyezés | Versenyző           | SWE | LAT | Pont |

## Fordítás
Ez a szócikk részben vagy egészben  a(z)   2020 FIA World Rallycross Championship című angol Wikipédia-szócikk ezen változatának fordításán alapul.  Az eredeti cikk szerkesztőit annak laptörténete sorolja fel. Ez a jelzés csupán a megfogalmazás eredetét és a szerzői jogokat jelzi, nem szolgál a cikkben szereplő információk forrásmegjelöléseként.